# 운수면
운수면(雲水面)은 대한민국 경상북도 고령군의 북부에 위치한 면이다.

## 행정 구역
| 법정리 | 한자명 | 행정리           | 비고            |
| ------ | ------ | ---------------- | --------------- |
| 대평리 | 大坪里 | 대평1리, 대평2리 |                 |
| 법리   | 法里   | 법리             |                 |
| 봉평리 | 鳳坪里 | 봉평1리, 봉평2리 | 면사무소 소재지 |
| 신간리 | 新間里 | 신간1리, 신간2리 |                 |
| 운산리 | 雲山里 | 운산1리, 운산2리 |                 |
| 월산리 | 月山里 | 월산1리, 월산2리 |                 |
| 유리   | 柳里   | 유리             |                 |
| 팔산리 | 八山里 | 팔산리           |                 |
| 화암리 | 花岩里 | 화암1리, 화암2리 |                 |